# Устинов, Иван Лаврентьевич
Иван Лаврентьевич Устинов (1 января 1920, д. Малая Бобровка, Екатеринбургская губерния, РСФСР — 15 января 2020, Москва, Россия) — советский военный контрразведчик. Начальник 3-го Управления КГБ СССР (военная контрразведка) с 1970 по 1973 год, генерал-лейтенант (1971). Участник Великой Отечественной войны.

## Биография
Родился 1 января 1920 года на Урале. В августе 1938 года окончил Ирбитскую фельдшерско-акушерскую школу и направлен на работу в Северо-Уральский Исправительно-трудовой лагерь НКВД.
В РККА с ноября 1939 года. В органах государственной безопасности с 10 июня 1941 года. Учился на курсах оперработников Могилевской школы НКВД.
Участник Великой Отечественной войны. С началом войны назначен оперуполномоченным 3-го отдела 6-й кавдивизии (Белосток), однако попал в окружение и не смог прибыть к месту службы. По прибытии в Могилев был направлен в распоряжение резерва оперативного состава, затем — оперуполномоченным. В 1942 году — старший оперуполномоченный 2-го отделения ОО НКВД — ОКРО СМЕРШ по 16-й армии (с мая 1943 года — 11-й гвардейской армии), Западный, 1-й и 2-й Прибалтийские фронты.
С апреля 1944 года — начальник ОКР СМЕРШ 83-го армейского полевого эвакопункта, с января 1945 года — начальник ОКР СМЕРШ 3-го отдельного учебного танкового полка, 3-й Белорусский фронт.
С ноября 1945 года — заместитель начальника ОКР СМЕРШ — ОКР МГБ по 36-му гвардейскому стрелковому корпусу, ПрибВО.
По окончании Великой Отечественной занимал должности: заместителя начальника 3-го отдела УКР МГБ по Группе советских оккупационных войск в Германии (апрель 1951 — ноябрь 1952); секретаря парткома УКР МГБ по Группе советских оккупационных войск в Германии (ноябрь 1952 — март 1953); секретаря парткома УОО МВД по Группе советских оккупационных войск в Германии (март 1953 — март 1954); секретаря парткома УОО КГБ по Группе советских войск в Германии (март — декабрь 1954); начальника 3-го отдела УОО КГБ по ГСВГ (декабрь 1954 — январь 1957); заместителя начальника ОО КГБ по 69-й воздушной армии (январь 1957 — август 1958); начальника ОО КГБ по 6-й танковой армии (август 1958 — июль 1963).
С июля 1963 по 1966 год — заместитель начальника УОО КГБ по Дальневосточному военному округу. С августа 1966 по февраль 1968 года — начальник УОО КГБ по Дальневосточному военному округу.
С 1968 по 1973 год проходил службу в центральном аппарате КГБ СССР. С февраля 1968 по 4 сентября 1970 года — заместитель начальника 3-го Управления КГБ при СМ СССР. 20 декабря 1966 года присвоено воинское звание генерал-майор.
С 4 сентября 1970 по ноябрь 1973 года — начальник 3-го Управления КГБ при СМ СССР. 15 июня 1971 года присвоено воинское звание генерал-лейтенант. Увольнение с должности начальника Управления было обусловлено сложными отношениями с заместителем Председателя КГБ СССР генерал-полковником Георгием Цинёвым, курировавшим военную контрразведку.
С ноября 1973 по июль 1981 года — начальник Управления особых отделов КГБ СССР по Группе советских войск в Германии.
В 1981 году выведен в действующий резерв КГБ. С июля 1981 по сентябрь 1991 года — советник председателя Госплана СССР по безопасности.
В отставке с 1991 года. Проживал в Москве. Автор книги «На рубеже исторических перемен» (в первом издании — «Крепче стали»). В 2013 году народный художник СССР Александр Шилов написал портрет Ивана Лаврентьевича Устинова.
Скончался 15 января 2020 года, через 2 недели после своего 100-летнего юбилея. Похоронен с воинскими почестями на Троекуровском кладбище Москвы

## Награды
- Орден Почёта[3]
- Два ордена Красного Знамени (30 октября 1967, 31 декабря 1976),
- Орден Отечественной войны I степени (11 марта 1985),
- Три ордена Красной Звезды (30 апреля 1944, 5 ноября 1954, 6 мая 1985),
- Медаль «За отвагу» (3 ноября 1942)[4],
- Медаль «За боевые заслуги»,
- Медаль «За отличие в охране государственной границы СССР»,
- Медаль «За оборону Москвы»,
- Медаль «За победу над Германией»,
- Медаль «За взятие Кёнигсберга»,
- Медали СССР,
- Медали РФ,
- 17 наград иностранных государств,
- Почётный сотрудник госбезопасности (1969),
- Почётная грамота Президента Российской Федерации (2019).